# Nejc Frank
Nejc Frank, slovenski smučarski skakalec, * 12. maj 1987, Jesenice.
Frank je bil član kluba SSD Stol Žirovnica. Leta 2005 je osvojil zlato medaljo na ekipni tekmi svetovnega mladinskega prvenstva v Rovaniemiju ter bronasto medaljo na posamični in zlato na ekipno tekmi na Univerzijadi v Innsbrucku. V svetovnem pokalu je nastopil 22. in 23. januarja 2005, ko je zasedel 43. in 40. mesto. V kontinentalnem pokalu je med letoma 2004 in 2008 enaindvajsetkrat osvojil točke. Najboljšo uvrstitev je dosegel 26. decembra 2004, ko je bil na tekmi v St. Moritzu sedmi. V prvo deseterico se je uvrstil še z osmim mestom 9. julija 2005 na tekmi v Velenju, devetim mestom 13. februarja 2005 na tekmi v Brotterodeju ter desetima mestoma 27. decembra 2004 v Engelbergu in 9. januarja 2005 v Planici.